# تسک‌مستر (کمیک)
تَسک‌مَستِر (به انگلیسی: Taskmaster) یا کارگُمار با نام واقعی آنتونی «تونی» مسترز، یک شخصیت خیالی ابرشرور در کتاب‌های کامیک آمریکایی منتشر شده توسط مارول کامیکس است. این شخصیت توسط نویسنده دیوید میشلینی و طراح جورج پرز ساخته شده‌است؛ که برای اولین بار در انتقام‌جویان شماره ۱۹۵ (مه ۱۹۸۰) حضور پیدا کرد. این شخصیت به عنوان دشمن/متحد ددپول به‌شمار می‌رود. او به عنوان دشمن انتقام‌جویان نیز شناخته می‌شود و با ماسکی اسکلتی بر صورت و سلاح‌هایی مانند شمشیر، سپر و تیرکمان، ظاهر شد.

## فیلم
فیلم هایی که کارگُمار در ان حضور دارد.
- بیوه سیاه(۲۰۲۱) در این فیلم اولگا کوریلنکو نقش کارگُمار رو بازی می‌کرد.